# Tube Lines Limited
Tube Lines Limited, inicialmente chamada Infraco JNP (fusão da Infrastructure + Company), é uma empresa de gestão de ativos responsável pela manutenção, renovação e atualização de infraestrutura de três linhas de metrô de Londres. É subsidiária integral da Transport for London desde maio de 2010 e foi renomeada como London Underground. Contudo, o logotipo da Tube Lines permanece amplamente visível nos uniformes da equipe e nos uniformes dos veículos.